# Parc provincial Serpent Mounds
Le parc provincial Serpent Mounds (anglais : Serpent Mounds Provincial Park) est un parc provincial de l'Ontario situé dans le comté de Peterborough. Il a été créé en 1957 à la suite d'un bail signé avec la Première Nation de Hiawatha (en). En 1995, la gestion du parc a été cédée à la bande. Il n'est plus opérationnel depuis 2009.
Le parc comprend les tumulus Serpent, un ancien site funéraire occupé entre 50 av. J.-C. et 300 apr. J.-C.. Il comprend entre autres un tumulus à l’effigie du serpent de 60 m de long et de huit mètres de large qui est unique au pays. Ils ont été désignés comme lieu historique national du Canada en 1982.